# City of Hobsons Bay
City of Hobsons Bay är en kommun i Australien, i Melbournes storstadsområde. Den ligger i delstaten Victoria, omkring 12 kilometer sydväst om delstatshuvudstaden Melbourne. Antalet invånare är 89 111.